# Ежков, Валентин Фёдорович
Валенти́н Фёдорович Ежко́в (27 мая 1922 — 19 июля 1943) — гвардии старший лейтенант, командир роты противотанковых ружей 1-го батальона 13-го гвардейского стрелкового полка, Герой Советского Союза, участник Великой Отечественной войны.

## Биография
Валентин Фёдорович Ежков родился 27 мая 1922 года в рабочем посёлке Арск Татарской АССР. По национальности русский.
Член ВЛКСМ. После окончания в 1937 году школы работал в Арске, затем на Харьковском тракторном заводе.
В июне 1940 года был призван в ряды Красной Армии Молотовским РВК г. Казань. Окончил военное пехотное училище. На фронтах Великой Отечественной войны с июля 1942 года.
Погиб 19 июля 1943 года.
Похоронен в селе Степановка Шахтёрского района, Донецкой области Украины.

### На фронтахВеликой Отечественной войны
4 июля 1942 года лейтенант Ежков прибыл на фронт.
После окружения у стен Сталинграда группировки фельдмаршала Паулюса, фашистское командование предприняло отчаянную попытку прорвать кольцо окружения. Гитлер не без основания считал, что эта акция важна в политическом плане. Ставка гитлеровских стратегов была сделана на танковые клинья. Крупные силы во главе с фельдмаршалом Манштейном двинулись на выручку окружённым.
Несколько дней артиллерия и авиация врага проводило артиллерийскую подготовку, а танки, самоходные орудия, бронетранспортёры накатывались волна за волной.
Перед бронебойщиками Ежкова стояла главная задача — уничтожение техники противника. На четвёртый день офицера тяжело ранило и его отправили в госпиталь. В часть вернулся старшим лейтенантом, стал командиром роты.
Красная Армия отбросила фашистов за Дон, ступила на Донецкую землю. В июле 1943 года 3-я гвардейская стрелковая дивизия вышла к берегам реки Миус, превращённую в сплошную, глубокоэшелонированную систему обороны с многочисленными огневыми точками.

### Подвиг
17 июля 1943 года начался штурм оборонительных линий, названных немцами Миус-фронтом. Передний край немецких войск заволокло дымом и пылью. Его обрабатывали бомбардировщики, штурмовики, тяжёлые гаубицы, гвардейские миномёты.
13-й гвардейский стрелковый полк, в составе которого была и рота Ежкова, ворвался в село Степановку, занял оборону. Гитлеровское командование пыталось во что бы то ни стало вернуть утраченные позиции, бросало в бой резервы. Вражеские танки надвигались на позиции бронебойщиков. Командир роты лично проверил огневой рубеж подразделения и приник к противотанковому ружью. Важно было уничтожить головной танк. Первым же выстрелом была сбита гусеница, от следующего танк загорелся. Раздались выстрелы других ПТР, ударили пулемёты, отсекая пехоту от бронированной защиты. Потеряв несколько танков, гитлеровцы отступили.
Собрав силы, они ринулись в новую атаку. На этот раз впереди ползли «тигры». Бронебойные пули со звоном отлетали от мощной брони. Валентин Ежков зажав в правой руке противотанковую гранату, в левой — автомат, пополз навстречу.
Граната полетела в гусеницу танка и разворотила её. Машина остановилась, из открывшихся люков выскочили фашисты. И тут же рухнули, сражённые автоматной очередью командира роты.
Вторая атака гитлеровцев, как и первая, захлебнулась. Но вскоре они ещё более крупными силами пошли в третью атаку.
Ежков командовал ротой и успевал сам стрелять из ПТР. Рядом взорвался снаряд. Одним осколком поразило ружьё, другим — офицера. Понимая нарастающее напряжение, командир не выходил из боя. Батальон вражеских солдат, под прикрытием пяти танков, наступал на поредевшую роту Ежкова. Положение становилось критическим. Дрогнуть, отступить, значит позволить немцам ворваться в село, зайти в тыл соседским подразделениям, снова укрепиться в дотах и дзотах первых линий Миусской обороны. Старший лейтенант снова выскочил из окопа и, превозмогая боль, подполз к разбитому им танку. Ежков нырнул в открытый люк, развернул башню орудием в сторону врага и открыл огонь. Это решило исход третьей атаки.
Свыше трех часов шёл смертельный поединок с фашистскими танками. Двенадцать вражеских машин пылало перед рубежом, обороняемом гвардейцами. Фашистские танки не выдержали и стали отстреливаясь отходить на исходные рубежи. Один из снарядов с пятившегося танка разорвался на бруствере окопа гвардии старшего лейтенанта Валентина Ежкова…
Рота Ежкова отразила в этот день ещё шесть вражеских атак и уничтожила 22 танка. Такова была месть бойцов за своего командира.
19 марта 1944 года Указом Президиума Верховного Совета СССР гвардии старшему лейтенанту Ежкову Валентину Фёдоровичу за образцовое выполнение боевых заданий командования на фронте борьбы с немецко-фашистскими захватчиками и проявленные при этом мужество и героизм присвоено звание Героя Советского Союза посмертно.

## Память
- В 1962 году Арской средней школе № 1 присвоено имя Героя[3].
- В Арске установлен памятник[4].
- На месте подвига Героя в с. Степановка установлен памятник[5].
- Имя Героя носит улица в с. Степановка.
- Музей в школе с. Степановка[6].
- Мемориальная доска в память о Ежкове установлена Российским военно-историческим обществом на здании школы № 1 посёлка Арск, где он учился.

## Награды
- Медаль «Золотая Звезда» Героя Советского Союза.
- Орден Ленина.